# Ilıcak, Sulusaray
Ilıcak là một xã thuộc huyện Sulusaray, tỉnh Tokat, Thổ Nhĩ Kỳ. Dân số thời điểm năm 2011 là 89 người.